# Султан Саид Баба-хан
Султан Саид Баба-хан (1628/29 —1680) (чагат. سلطان سعيد بابا خان‎) — хан Комула и восточной части Могульского ханства в Турфане, четвёртый (или пятый) сын могульского правителя Уйгуристана Абд ар-Рахим хана, а также младший брат Абдаллах-хана.

## Биография
В 1638 году после того как Абдаллах-хан утвердился в Яркенде, Султан Саид Баба-хан получил в управление город Комул. Он отличался набожностью и с целью борьбы с неверными предпринял крупный поход в Китай, взяв Сучжоу жители которого добровольно подчинились и стали читать хутбу и чеканить монету в его честь. Позже был совершен захват Ганчжоу (Камчи) которая являлась по словам анонимного автора "Тарих-и-Кашгар" — "самой большой провинцией Китая" причём в его руки попала богатая добыча. Сообщается что также планировался поход на Пекин, однако от этой идеи пришлось отказаться так как этому замыслу помешал его брат Абул-Мухаммад-хан — тогдашний правитель Турфана.
После смерти Ибрахим-хана от рук недовольных поданных, ханом Турфана стал Султан Саид Баба-хан.
Султан Саид Баба-хан умер в 1680-м году в Чалыше в возрасте 53 лет из которых он в течение 25 лет оставался ханом Турфана, Чалыша и Комула. После его смерти ему наследовал его старший сын Абд ар-Рашид хан II.